# Blitzkrieg
Blitzkrieg (hrv. munjeviti rat) je popularan naziv za operativnu vojnu doktrinu koja predviđa uporabu mobilnih snaga (tenkova i motoriziranog pješaštva) koje napadaju koristeći brzinu i iznenađenje kako bi onemogućile neprijatelja da pravovremeno uspostavi koherentnu obranu, te ga okružili i demoralizirali. Taktika je potpuno razvijena u Drugom svjetskom ratu, a i današnje moderne vojne doktrine velikim se dijelom oslanjaju na opći koncept Blitzkriega (npr. američki Shock and Awe).
Izraz je prvi put korišten u članku vojnog časopisa Deutsche Wehr 1935. godine. Prema tom članku, nerazvijene i siromašne države trebale bi nastojati »naglo ratovati pokušavajući donijeti odluku odmah od početka, bezobzirno koristeći svoju ukupnu borbenu moć«. Detaljnija analiza može se naći u članku objavljenom u vojnom tjedniku 1938. godine.

## Začetak
Vojne doktrine zasnovane na teoriji Blitzkriega razvio je pruski general Frederik Veliki kao metodu za izbjegavanje pozicioniranih rovovskih borbi. Nijemci su tu teoriju ubrzo prihvatili i preradili u koncept jurišnih postrojbi (njem. Stosstruppen) – specijaliziranih elitnih postrojbi koje su dobrim naoružanjem i treningom zaobilazili najteže utvrđene lokacije i otvarale rupe u fronti ostalim postrojbama koje bi onda iskoristile proboj. Ova je taktika, zvana Kaiserschlacht, uspješno primijenjena u ofenzivama tijekom 1917. i 1918. godine, ali je posljednja, Ofenziva od sto dana, tj. Proljetna ofenziva, decimirala teško stvoreni kadar jurišnih postrojbi, što je bio jedan od razloga zašto je Njemačka pristala na primirje kojim je okončan Prvi svjetski rat.
Tijekom 1920-ih godina, Njemačka je vojska smanjena Versajskim mirom na vrlo male snage i koncept jurišnih trupa bio je osnovica malobrojne profesionalne vojske. U to je doba nekoliko teoretičara zagovaralo teoriju da će tenkovi – tek od 1917. godine u upotrebi – preuzeti primat i u nadolazećem ratu biti udarna snaga vojske, a ne samo potpora pješaštvu.
Najvažniji među tim teoretičarima bili su britanski časnici John Frederick Charles Fuller i Basil Henry Liddell Hart, te njemački časnik Heinz Guderian. Rigidna struktura svih vojski Europe (a većina glavnog vodstva bivši pješački časnici) u to vrijeme značila je da nema nekog velikog entuzijazma za te »spore čelične grdosije«. Ipak, nekako je broj tenkova na obje strane dosegao veće brojeve i formirane su prve potpuno tenkovske jedinice (najčešće pukovi i brigade, a kasnije i pune divizije, pa i korpusi).

## U teoriji
Kako je njemačkoj mirom zabranjeno posjedovanje tenkova, njemački je Wehrmacht kasno krenuo u utrku naoružanja. Uglavnom zahvaljujući ljudima poput Guderaina, njemačka je vojska do 1939 imala tehnološki modernu tenkovsku silu, koja je unatoč svemu još bila – brojčano i po jačini – slabija od konkurencije. Dobar dio njemačkih tenkova na početku rata bili su Panzer II tenkovi (po klasifikaciji »laki tenkovi«) a i njemačka je ušla u rat s poprilično jedinica Panzer I tenkova – koji su zamišljeni samo kao trenažni za jače tenkove. Jači i rjeđi Panzer III i IV tenkovi bili su »srednji tenkovi«, ali Njemačka sve do 1942. godine nije imala srednje-teški tenk koji bi se vatrenom moći i oklopom mogao nositi sa Sovjetskim T-34 ili Francuskim Char 1 bis.
Jedna od velikih prednosti njemačkih tenkova bilo je što su bili opremljeni radio opremom i bili brži od većine suvremenih tenkova. Te su im dvije odlike davale dobru organizaciju i pokretljivost – dva vitalna uvjeta za koncept Blitzkriega.
Taktika se sastojala od plana da bi obične vojne jedinice – pješaštvo – držala front protiv neprijatelja, dok bi velika grupacija pokretnih jedinica (tenkovi, motorizirano pješaštvo) – i uz veliku potporu taktičkog bombardiranja zrakoplovstva (npr. Ju 87 »Štuka«) – bila napravljena rupa u fronti kroz koju bi te pokretne jedinice brzo jurnule. Kada bi bile s druge strane fronte, te bi jedinice izbjegavale teško utvrđene neprijateljske lokacije i napadale lakše mete, tako uznemiravajući neprijatelja i sprječavajući ga da organizira novu obrambenu liniju. U to bi vrijeme sporije pješaštvo prošlo kroz novostvorenu rupu i utvrdila stečena osvajanja.
Na tu opću taktiku, Blitzkrieg je mogao dolaziti s nekim varijacijama: npr. cilj napredovanja mogao je biti zauzimanje nekog određenog mjesta, odsjecanje određenog teritorija, opkoljavanje neprijateljskh jedinica, itd., ali je opći plan uvijek značio brzo napredovanje oklopnih formacija.

## U praksi
Iako se često smatra time, Napad na Poljsku 1939. godine, nije bio »pravi« Blitzkrieg u tom smislu riječi. Tenkovi su više korišteni kao potpora pješaštvu nego kao samostalno oružje. Tek je Bitka za Francusku i zemlje Beneluxa 1940. godine pokazao Blitzkrieg. Idejni tvorac plana za poraz Francuske bio je Erich von Manstein, a u djelo ga je proveo Guderain; plan se sastojao od snažnog tenkovskog udara kroz teško šumovito područje Ardena u Luksemburgu i južnoj Belgiji, koji bi predvodili tenkovi i motorizirano pješaštvo.
Probivši front, tenkovske su jedinice jurnule naprijed tolikom brzinom da je element pješaštva zaostajao (njemačka je vojska još bila uglavnom pogonjena konjima). Radi toga – i par pravovremenih protunapada De Gaulleovih tenkovskih jedinica – njemačka je komanda izgubila živce bojeći se poraza, te je naredila zaustavljanje tenkova. Guderain se oglušio o zapovjed i nastavio dalje. U rekordnom roku, tenkovi su na čelu njemačke vojske dosegle Engleski kanal i time su se mnogobrojne britanske, francuske i belgijske snage – glavnina savezničke vojske – našle opkoljene i odsječene od Francuske, ostavivši ih bez izbora osim evakuacije morem, koja je uspjela samo Britanskoj ekspedicijskoj sili (BEF), dok su ostali zarobljeni od Nijemaca. Nastavivši dalje, njemačke su snage zauzele Pariz, te se Francuska predala.
Operacija Barbarossa bila je sljedeći korak u razvoju Blitzkriega, te je on ovaj put konačno bio glavni element napadne strategije njemačke vojske. U prvih nekoliko mjeseci operacije (kasni lipanj – listopad 1941), njemačke su snage imale nevjerojatnih pobjeda zahvaljujući taktici. U mnogo su slučajeva opkolili i zarobili stotine tisuća sovjetskih vojnika, često s puno manjim snagama. Međutim, poslije početnih uspjeha jedinstvo Wehrmachta je narušeno. Heinz Guderian je razriješen dužnosti 25. prosinca 1941. godine nakon što je odobrio povlačenje svojih jedinica usprkos Hitlerovom naređenju da se »do posljednjeg čovjeka« brani svaki djelić osvojenog teritorija.
Ipak, Blitzkrieg je preživio i formirao je osnove taktičke primjene njemačke vojske do kraja rata. Bitka kod Kurska (1943.) i Bitka u Ardenima (1944. – 1945.) samo su dva primjera gdje je taktika bila osnovica općeg strateškog plana njemačke vojske.

## Nakon 1945.
Taktika Blitzkriega potpuno je reformirala koncept ratovanja u zapadnom svijetu. Do 1939., tenkovi su bili potpora pješaštvu, a sada je pješaštvo držalo sporednu ulogu u odnosu na tenkove. Sve moćne države svijeta uključile su koncept Blitzkriega u vlastitu doktrinu. Dan danas, američka se vojska oslanja na Shock and Awe taktiku koja je dijelom Blitzkrieg (Shock) potpomognutu širokom demonstracijom zračne nadmoći (Awe) – iako se, za razliku od Blitzkriega, ova taktika oslanja i na golemu brojčanu prednost kojom bi se zastrašio neprijatelj.
Primjeri korištenja pokretnih jedinica i tenkova u akcijama sličnim Blitzkriegu u novije doba su: Šestodnevni rat, Operacija Bljesak, Operacija Oluja i Rat u Iraku (početna faza).
Iz toga je proizašlo mnogo promjena u organizaciji, opremi i načinu funkcioniranja vojski. Supersile svijeta su ulagale goleme financijske resurse na razvijanju boljeg oklopa i topova za tenkove i, istovremeno, oružju za uništavanje istih. U današnje vrijeme, gotovo svaka vojna jedinica ima element zadužen za protutenkovsku borbu.

### Hrvatska varijantaBlitzkriega
Autori knjige CIA Balkan Battlegrounds, oslanjajući se na iskaze Davora Domazeta-Loše, opisali su hrvatsku varijantu Blitzkriega, za koju kažu da je bila usmjerena na uništavanja tzv. Republike Srpske Krajine te su ju određivala 2 uvjeta:
- osigurati da ljudski gubici prilikom oslobađanja budu na prhvatljivim razinama,
- obaviti ofenzivu na način kojim bi se prevenirale kritike međunarodne zajednice, zbog čega je operacije trebalo završiti u manje od tjedan dana.[2]

U teoriji, nositelji udara – Gardijske brigade Hrvatske vojske, trebale su probiti protivničku crtu obrane, zaobilazeći glavne džepove otpora i napredovati što je moguće brže prema državnoj granici, dok su rezervne snage trebale napadati po sekuntarnim pravcima napada kako bi pritisnule neprijatelja. Druge su rezervne snage potom trebale ući kroz rupe u obrani koje su napravile gardijske brigade i eliminirati neprijateljske snage koje su gardisti zaobišli. Svemu je tome trebao prethoditi početni jaki udar zrakoplovstva, topničko-raketnih snaga i elektroničkog djelovanja, čemu je pak trebalo prethoditi ubacivanje »izvidničkih-komando timova«, koji su se trebali infiltrirati po glavnim pravcima napada te stvoriti pomutnju u zapovjedno-komunikacijskim sustavima neprijatelja i/ili neutralizirati njegove topničko-raketne kapacitete za gađanje [hrvatskih] gradova i infrastrukture.